# 紙型

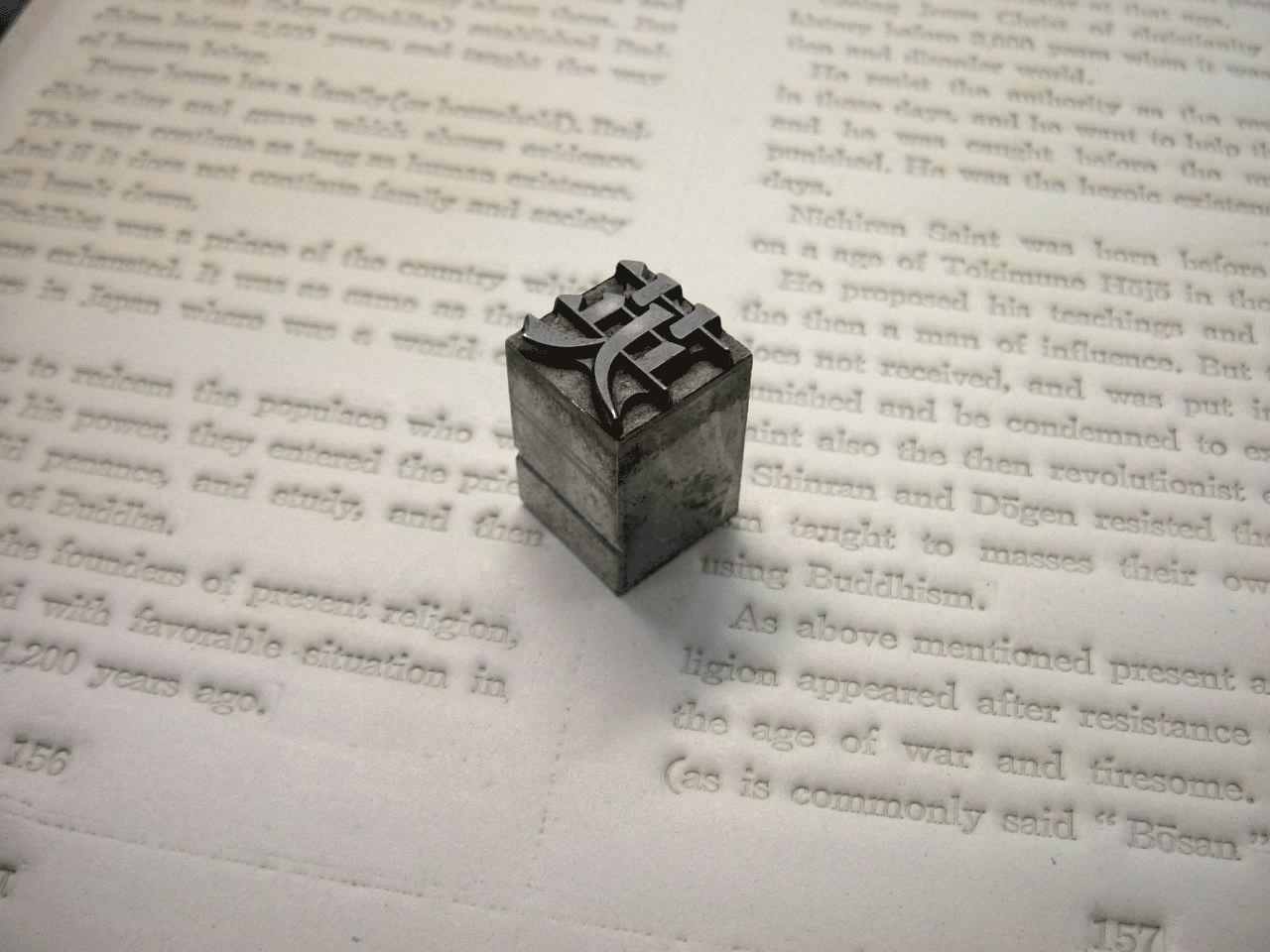
欧文組版の紙型と和文初号活字

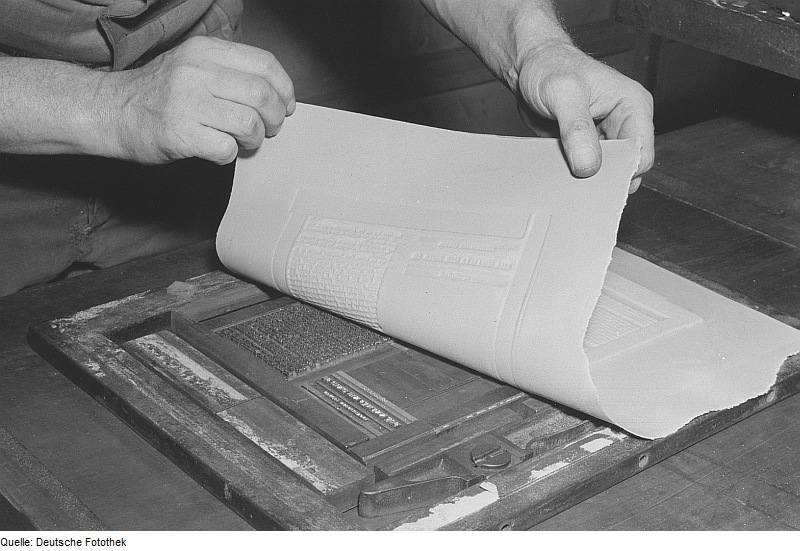

紙型（しけい）とは、活版印刷で原版の複製を作るための紙製の鋳型である。
組み上げた印面の上に、溶けた鉛の温度に耐えうる特殊な紙を載せ、加熱・加圧して作る。この紙型を鉛版鋳造機の鋳型にセットし，鋳溶かした鉛合金（これを「湯」と呼ぶ）を注いで鉛版をつくり印刷用の版とする。版を重ねる場合は紙型から新しい鉛版をつくる。また、紙型をたわめた状態で「湯」を注ぐことで、曲面の鉛版が形成できる。これは輪転印刷機用に使用される。
紙型の利用には以下のような利点がある。
1. 組み上げた活版そのものは耐刷性が高くなく、数千枚を印刷すると磨耗してしまう。一方、複製した版を使うことで大部数の印刷をおこなうことができる。
2. 金属活字を組んだ版は極めて重いため、重版の時までこれを保存することは大変な負担であり、一般的には不可能と言える。その点、紙型ならば軽くて薄いので、棚などに収めることができる。
3. 輪転機用の湾曲した版を作るには、かつては活字をくさびで固定するなどしていたが、活字の脱落などのトラブルが絶えなかった。しかし、紙型の導入により一枚板で管理しやすい丸鉛版が作成可能になった。

紙型の登場前には、17世紀末から粘土を用いて活字の雌型を得る方法が試されていたようである。18世紀には石膏を型とする方法がいくつか考案・特許出願され、そのうちひとつはスタンホープに売却され、彼のもとで研究され、一定の普及を見た。紙による型どりの発明は19世紀のフランス人ジュヌーを待たねばならなかった。当時は専用のブラシで叩いた上で圧搾することで型をとっていた。
紙型から型どりする場合、印刷に使われるのは活版の複製の複製となるため、活版でそのまま刷ったもの（原版刷り）の方が印字の精密さは優る。また、鉛活字は加熱すると縮む性質があり、紙型もまた加熱によって縮むので、わずかではあるが原版よりサイズが小さくなる。この差は版を重ねるごとに増大して行くので、次第に目立つようになる。
誤植などを訂正する場合、紙型そのものは訂正できないので、鉛版にした上で訂正箇所を切り取って正しく組版したものをはめ込む。これを象眼（象嵌）訂正という。一字象眼、一行象眼などがある。誤植がなくとも奥付の発行日などは象眼訂正によることが多いので、版を重ねた書物を見ると活字の縮み具合を観察できる。
印刷、とくに活版印刷について扱う解説書を見ると、紙型の利用については二種類のスタンスが見られる。一方は「大量に刷るときは紙型を取って複製する」とする立場で、他方は「部数が少ないときは原版刷りを行う」と記述する立場である。おおむねこれらは、それぞれの執筆者がどのような編集・印刷の現場を経験してきたかを反映していると言える。